# Sony Ericsson K600i
Sony Ericsson K600i為索尼爱立信於2005年6月推出的3G手提電話。內建130萬畫素數位相機以及30萬畫素副鏡頭。
與K608i同為台灣3G市場之開台手機。